# Hazzard - I Duke alla riscossa
Hazzard - I Duke alla riscossa (The Dukes of Hazzard: The Beginning) è un film per la televisione del 2007 diretto da Robert Berlinger. Il film è il prequel di Hazzard, del 2005.

## Trama
Nella fittizia contea georgiana di Chickasaw, Bo Duke viene arrestato per guida pericolosa mentre sostiene l'esame della patente, mentre in un'altra città suo cugino Luke Duke finisce in manette per aver acceso dei fuochi artificiali illegali durante una sagra. Entrambi gli adolescenti sono rilasciati sulla parola e affidati al loro zio Jesse nella confinante contea di Hazzard, per essere rieducati con un'estate di duro lavoro nella sua fattoria.
Jesse porta aventi la tradizione di famiglia di produrre il miglior whisky di contrabbando della contea. Bo e Luke si stancano presto dei lavori agricoli e s'interessano ad alcune delle ragazze di Hazzard. Mentre tentano d'intrufolarsi nel bar Boar's Nest, vedono Jesse che s'incontra con Boss Hogg. Jesse si sta accordando, tramite una mazzetta, col commissario di contea perché questi finga di non accorgersi delle sue distillazioni illegali. I ragazzi Duke fanno inavvertitamente scappare la scrofa pluripremiata di Hogg, che cade dal tetto e si ferisce. Furioso, Boss Hogg chiede come risarcimento una grossa somma di denaro a Jesse, da pagare in due settimane, o gli pignorerà la fattoria.
Jesse pensa che la sua unica risorsa siano i suoi distillati, ma in due settimane non può consegnarne a sufficienza da solo. Bo e Luke si offrono di aiutarlo, e fanno in modo di trovare un'auto veloce per compiere il lavoro.
I ragazzi chiedono anche l'aiuto della loro cugina Daisy Duke, che ha appena compiuto diciott'anni ma si sente come della tappezzeria che i ragazzi non degnano di uno sguardo, e se ne chiede il perché. Li porta nei laboratori della sua scuola, dove incontrano Cooter Davenport, che dà loro un motore veloce. Per cercare un'auto adeguata si recano da uno sfasciacarrozze, ma non ne trovano di loro gradimento. Sulla via di casa, vedono delle ragazze che prendono il sole vicino alla Gola di Hogg mentre Cooter e i cugini Duke stanno su una cengia che sovrasta uno stagno. Dall'alto dello sperone roccioso, Bo spinge volontariamente giù Luke per provare a far impressione sulle ragazze. Subito dopo, Bo apprende da Cooter che i pochi individui che sono saltati sono finiti «storpi, con le stampelle o col cervello danneggiato». Non vedendo risalire Luke al pelo dell'acqua, Bo si getta giù per salvarlo. Cooter trascina Luke sulla riva, mentre Bo scopre sott'acqua una Dodge Charger del 1969 abbandonata, e pensa che sia l'auto perfetta per loro. Essi recuperano dallo stagno la macchina, che ha già l'iconico colore arancione con la bandiera confederata dipinta sul tettuccio. La puliscono, la riparano e la ripitturano, e dopo il montaggio del nuovo motore, il Generale Lee rinasce.
Le consegne di whisky procedono bene, ma prima che raccolgano abbastanza denaro da rifondere Hogg, il Boss dichiara Hazzard contea senz'alcol, e offre una ricompensa di 25 000 dollari per chiunque scopra una distillazione illegale. Il Boar's Nest diventerà una gelateria.
Nel frattempo, Daisy si candida per un lavoro al bar per aiutare a raccogliere i soldi. Hughie, il barista del Boar's Nest, le dice che non è il tipo di ragazza che dovrebbe lavorare là, e non l'accetta, ma ella ne rimane affascinata. Affina il suo look, tagliando cortissimi i suoi pantaloncini di jeans, indossando una camicetta con gli angoli annodati per mostrare il suo davanzale e sciogliendo i capelli sulle spalle. Gli avventori del bar sono tutti colpiti dalla sua avvenenza e Hughie l'assume all'istante, accordandole anche un appuntamento insieme.
Jesse organizza una grande festa per raccogliere fondi per la fattoria, ma Boss Hogg e lo sceriffo Rosco lo arrestano per vendita illegale di alcolici, e confiscano i suoi beni. Daisy, Bo e Luke lo visitano in prigione, ed egli dice loro che Boss è corrotto come nessun altro, e che il modo migliore di farlo rilasciare è trovare le prove della corruzione. Bo e Luke scoprono allora il piano di Hogg: egli vuole convincere tutti i commissari di contea della Georgia a mettere gli alcolici al bando, spiananddo così la strada per un florido business di gelati. Per di più, con tutti i contrabbandieri in carcere, Hogg avrà la possibilità di guadagnare una fortuna vendendo i suoi alcolici distillati illegalmente in proprio, trasformando il Boar's Nest in uno a spaccio illegale.
Boss Hogg vorrebbe mettere le mani sulla distilleria di famiglia dei Duke, che produce il miglior whisky della contea. Quando Daisy scopre che Hughie è il nipote di Boss Hogg e che è uscito con lei solo per scoprire i segreti di famiglia, ne è psicologicamente devastata.
I Duke rapiscono Boss e fuggono sul Generale Lee inseguiti dalla polizia. Minacciano di gettarsi nella Gola di Hogg se Boss non rivela loro il suo piano. Egli è troppo spaventato per tacere, e la sua confessione viene trasmessa per radio grazie a Daisy, che ha manovrato Enos alla stazione. I Duke comunque saltano sopra il burrone (il loro primo salto con l'auto), e colgono Hughie nell'atto d'introdurre alcol illegale ad Hazzard. Ottengono così che Boss paghi a loro la ricompensa di 25 000 dollari, che utilizzano per ricomprare la fattoria.
Infuriati con Hogg, i cittadini chiedono che cambi la sua politica di contea e che liberi tutti contrabbandieri arrestati per aver spacciato whisky. Proprio quando il candidato di 112 anni che aveva sempre voluto correre per il posto di commissario di contea riesce finalmente a vincere le elezioni, questi muore, lasciando Boss come unico candidato, che così viene rieletto comunque. Hogg concede a se stesso il perdono per le sue malefatte.

## Distribuzione
Una versione censurata del film fu trasmessa in patria sul canale ABC Family il 4 marzo 2007, prima dell'uscita del DVD nella sua versione certificata 'R' e senza restrizioni, il 13 marzo 2007.

## Produzione
Il film fu prodotto sotto l'etichetta Warner Premiere della Warner Bros., con un budget di 5 milioni di dollari.

## Accoglienza
Le critiche furono generalmente negative. Sul sito Rotten Tomatoes, il film ha un tasso di approvazione del 20% sulla base di 5 recensioni, con un punteggio medio di 3,5/10. Tuttavia, Kevin Carr, un critico della 7M Pictures, diede al film 3 stelle e 1/2 su 5, dichiarando che, nonostante le basse aspettative, il film «effettivamente corrispondeva loro meglio del primo film», che l'aveva visto come un miscuglio della serie originale e di film come American Pie.